# Level Plains
Level Plains är en ort i Dale County i Alabama. Vid 2010 års folkräkning hade Level Plains 2 085 invånare.